# Franz Carl Hiemer

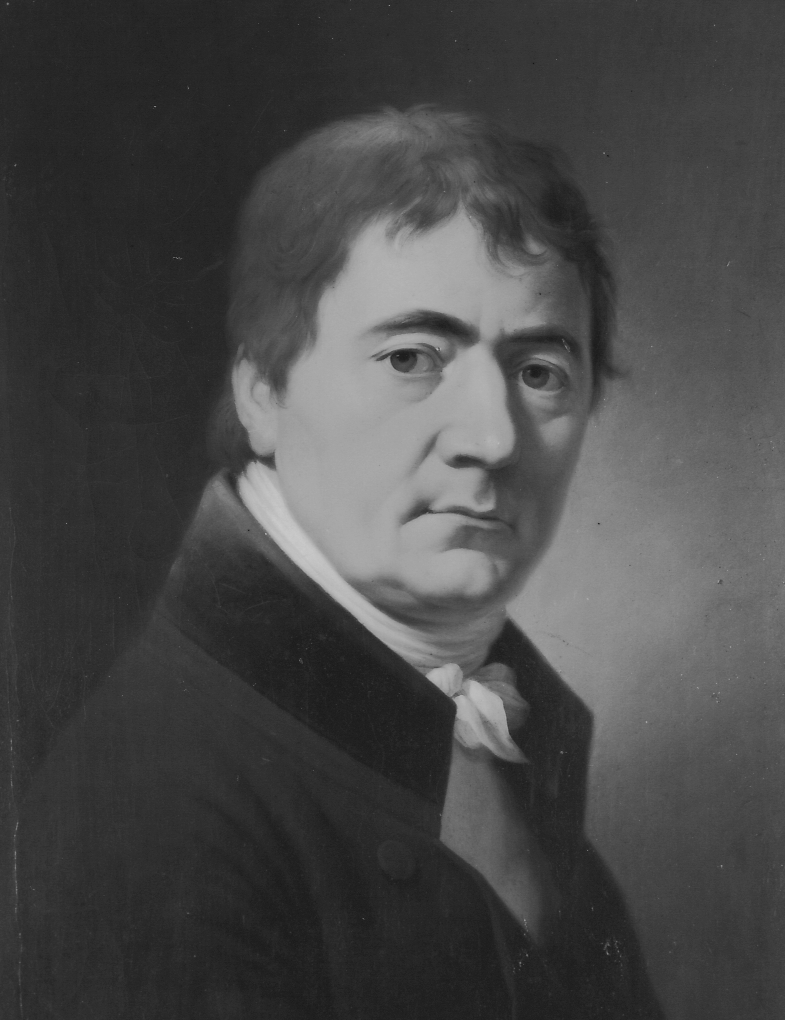
Franz Carl Hiemer

Franz Carl Hiemer, auch Franz Karl Hiemer (* 9. August 1768 in Rottenacker, Württemberg; † 15. November 1822 in Stuttgart) war ein deutscher Maler, Librettist und Schauspieler.

## Leben
Franz Carl Hiemer wurde 1768 in Rottenacker als Sohn des dortigen evangelischen Pfarrers geboren. 1778 wurde er in die Stuttgarter Karlsakademie aufgenommen. Seit 1789 stand er als Maler in Tübingen dem Kreis um Hölderlin, Hegel und Schelling nahe. 1792 entstand sein bekanntes Pastellbildnis Hölderlins. Aus finanziellen Gründen zunächst Gehilfe eines Juristen in Calw, arbeitete er danach in einem Heilbronner Kunst- und Industrie-Kontor.

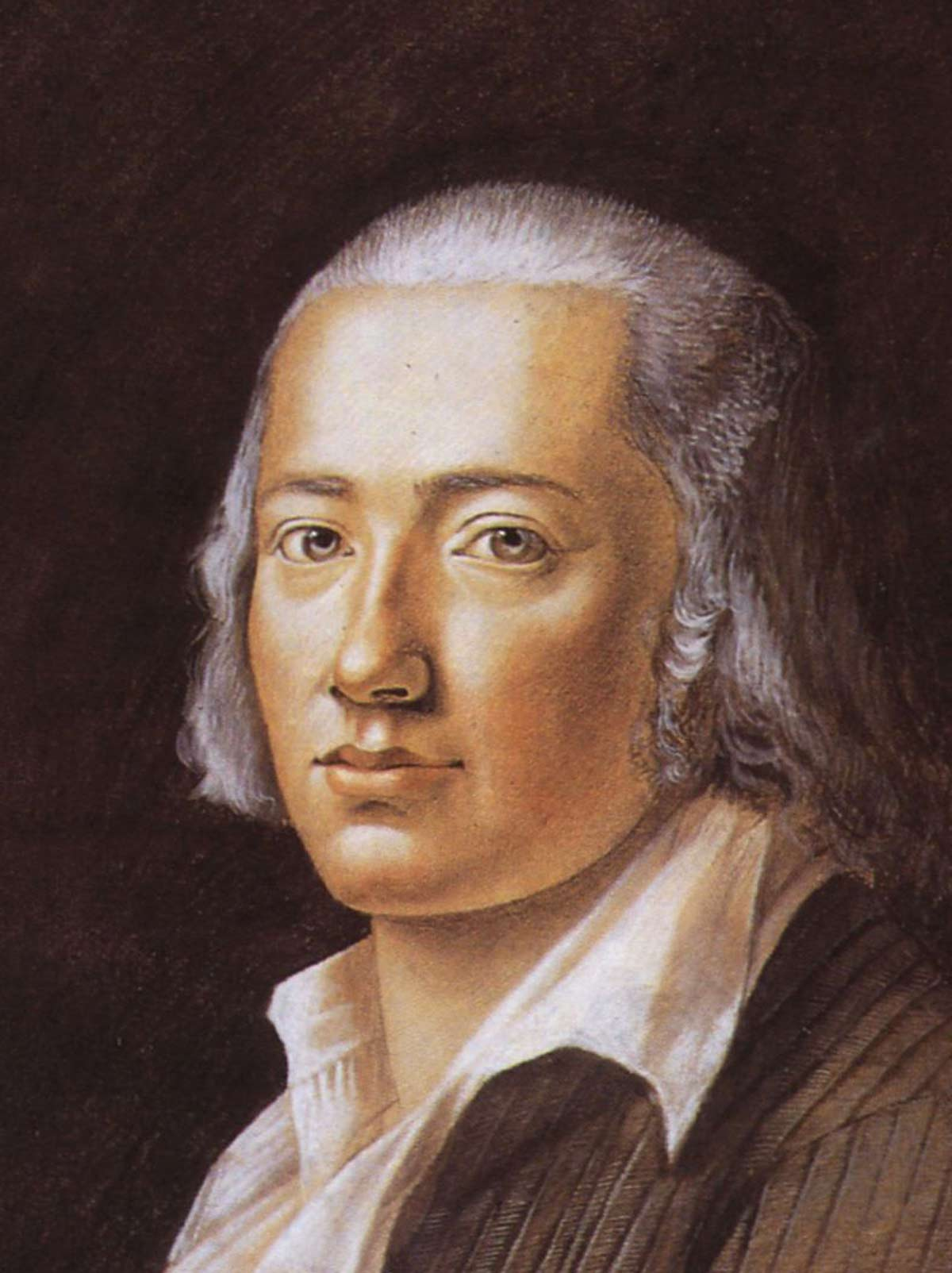
Hiemers Porträt von Friedrich Hölderlin, 1792

Später führte er ein wechselvolles Leben als Maler, Hofschauspieler, Offizier, Gründer einer Mädchenschule und Theaterdichter. Er verfasste unter anderem die Libretti für Ludwig Abeilles Oper Amor und Psyche (1799) und für Carl Maria von Webers Oper Abu Hassan (1811). Von 1804 bis 1807 wirkte er als Hofschauspieler in Stuttgart, trat dann in den Staatsdienst ein und war zuletzt Finanzkammersekretär. In den württembergischen Staatshandbüchern von 1807/1810 erscheint er als Secretär im Generalfinanzdirectorium zu Stuttgart, zugleich (1809 bis 1810) als Secretär im Rechnungsdepartement; in denen von 1813/1815 als Erster Secretär und Registrator im Oberhofmarschallamt und der Oberhoföconomiecommission.
Hiemer erlangte ebenfalls als volkstümlicher Dichter Bekanntheit; er ist der Verfasser einiger Kindergedichte und Kinderlieder.

## Libretti
- Amor und Psyche (1799) – Musik: Ludwig Abeille – Uraufführung 18. Januar 1800 Stuttgart (Hoftheater)
- Apollos Wettgesang – Musik: Wilhelm Sutor (1774–1828) – Uraufführung 1808
- Peter und Aennchen, Libretto: Franz Karl Hiemer, nach Charles-Simon Favart Annette et Lubin – Musik: Ludwig Abeille – Uraufführung 29. September 1809 Ludwigsburg
- Silvana, das Waldmädchen – Musik: Carl Maria von Weber – Uraufführung 16. September 1810 Frankfurt am Main (Comoedienhaus am Roßmarkt)
- Abu Hassan. Singspiel in einem Akt – Musik (1810/11): Carl Maria von Weber – Uraufführung 4. Juni 1811 München (Residenztheater)
- L’Abbé de l’Attaignant oder Die Theaterprobe – Musik: Franz Danzi – Uraufführung 1820